# Casapesenna
Casapesenna – miejscowość i gmina we Włoszech, w regionie Kampania, w prowincji Caserta.
Według danych na rok 2004 gminę zamieszkiwało 6461 osób, 3230,5 os./km².